# Bystrzyckie Fabryki Mebli
Bystrzyckie Fabryki Mebli S.A. – nieistniejący już zespół fabryk mebli działających w Bystrzycy Kłodzkiej, z byłą siedzibą przy ulicy Wojska Polskiego 26.
Fabryka ta zajmowała się produkcją mebli tapicerowanych w pięciu zakładach na terenie miasta. Ich odbiorcami były wyłącznie firmy zagraniczne, wśród których dominowało dwóch partnerów: Steinhoff (odbiorca około 50% produktów) i Neckermann co doprowadziło firmę do upadłości. Kondycja BFM silnie determinowana była przez koniunkturę na rynku niemieckim, angielskim i holenderskim. Ponadto firma eksportowała swoje wyroby do Austrii, Francji, Danii oraz Izraela. Duże przedsiębiorstwa handlowe sprzedają meble głównie poprzez ofertę katalogową, co wymagało od BFM szybkiego i elastycznego dostosowywania się do zmiennych zamówień i znacznie utrudniało odpowiednie wykorzystanie potencjału fabryki, która wykorzystywała wyłącznie 80-85% zdolności produkcyjnych. Warto zaznaczyć, że firma produkowała wszystkie meble w pełni samodzielnie.
Część fabryki została wykupiona i funkcjonuje dziś pod nazwą Tessa sp. z o.o., gdzie nadal produkowane są meble.